# Tølløse Kirke
Tølløse Kirke er en landsbykirke fra 1100-tallet. Kirken ligger i Gammel Tølløse i Tølløse Sogn ca. to kilometer vest for stationsbyen Tølløse i Holbæk Kommune, Region Sjælland.